# سونیا براگا
سونیا براگا (اسپانیایی: Sônia Braga‎؛ زادهٔ ۸ ژوئن ۱۹۵۰) یک هنرپیشه اهل برزیل است. وی از سال ۱۹۶۷ میلادی تاکنون مشغول فعالیت بوده‌است.
از فیلم‌ها یا برنامه‌های تلویزیونی که وی در آن نقش داشته است می‌توان به شراب تابستان، تازه‌وارد، چشم‌فرشته‌ای، شهر مرزی، بوسه زن عنکبوتی، تستوسترون، امپراتوری، اموتیکون ;)، موسی، گرمترین ایالت، جیزس می‌غلتاند و برج دلو اشاره کرد.